# 防府分屯地
防府分屯地（ほうふぶんとんち、JGSDF Vice-Camp Houfu）は、山口県防府市大字田島無番地の航空自衛隊防府北基地内に所在する陸上自衛隊山口駐屯地の分屯地である。

## 概要
分屯地司令は、第13飛行隊長が兼務。施設などの位置は航空自衛隊エプロンの南西角地になる。

## 沿革
陸上自衛隊山口駐屯地防府分屯地
- 1962年（昭和37年）11月30日：山口駐屯地の防府分屯地として設置される[1]。第13飛行隊が大津駐屯地から移駐。

## 駐屯部隊

### 中部方面隊隷下部隊
- 第13旅団
  - 第13飛行隊
- 中部方面航空隊
  - 中部方面管制気象隊
    - 第2派遣隊
- 中部方面システム通信群
  - 第104基地システム通信大隊
    - 第312基地通信中隊
      - 防府派遣隊

### 防衛大臣直轄部隊
- 中部方面警務隊
  - 第132地区警務隊
    - 防府連絡班

## 最寄の幹線交通
- 高速道路：山陽自動車道防府西IC、防府東IC
- 一般道：国道2号、国道262号、山口県道190号中ノ関港線、山口県道183号中ノ関港新田線、山口県道58号防府環状線
- 鉄道：JR西日本山陽本線防府駅
- 港湾：下関港、徳山下松港（特定重要港湾）、宇部港、岩国港、三田尻中関港、小野田港（重要港湾）
- 飛行場：山口宇部空港（第二種空港）